# جوكهان تبه
جوكهان تَبَه (بالتركية: Gökhan Tepe)‏ مغني وكاتب أغاني وملحن وممثل تركي. ولد في 8 فبراير 1978 في إسطنبول.

## سيرته الشخصية
كان أول ابن في أسرته. درس الموسيقى في سن العاشرة وبعدها التحق بأكاديمية (الكونسرفاتوار) في جامعة إسطنبول الفنية التركية قسم الموسيقى. وتعلم العزف على كثير من آلات الموسيقة الشعبية والعصرية. منها الجيتار والتار وهي آلة موسيقية شعبية شهيرة في أذربيجان. وبعد تخرجه أصدر أول البوم له عام 1996 باسم (اتحد معي). وفي عام 2000، اتجهت عيونه إلى التمثيل حيث أدى دور البطولة مع الممثلة التركية الشهيرة (فاطمة جيريك) واشترك بعدها في ثلاث مسلسلات أخرى كان آخرها مسلسل (لحظة وداع) كما أصدر البوما غنائيا جديدا عام 2009 نال قدرا كبيرا من النجاح. وكذلك أصدر أغنية منفردة في 2010 وهو يحضر لألبوم جديد سنه 2011 بالتعاون مع شركة سوني

## أغانيه
- Çöz Beni (1996)
- Canözüm (1999)
- Belki Hüzün Belki De Aşk (2002)
- Yürü Yüreğim (2005)
- Vur (2009)
- Aşk Sahnede (2011)
- Kendim Gibi (2012)
- Seninle Her Yere (2015)
- Yaz 2018 (2018)

## مسلسلاته وأفلامه

### مسلسلات
- Benim İçin Ağlama
- Maçolari
- لحظة وداع

### أفلام
- Ayazi

## روابط خارجية
- الموقع الرسمي نسخة محفوظة 30 نوفمبر 2012 على موقع واي باك مشين.
- جوكهان تبه على موقع IMDb (الإنجليزية)
- جوكهان تبه على موقع ميوزك برينز (الإنجليزية)
- جوكهان تبه على موقع قاعدة بيانات الفيلم (الإنجليزية)